# Mesnois
Mesnois là một xã trong vùng hành chính Franche-Comté, thuộc tỉnh Jura, quận Lons-le-Saunier, tổng Clairvaux-les-Lacs. Tọa độ địa lý của xã là 46° 36' vĩ độ bắc, 05° 41' kinh độ đông. Mesnois nằm trên độ cao trung bình là 460 mét trên mực nước biển, có điểm thấp nhất là 434 mét và điểm cao nhất là 703 mét. Xã có diện tích 11.47 km², dân số vào thời điểm 2004 là 179 người; mật độ dân số là 16 người/km².

## Thông tin nhân khẩu
| 1962 | 1968 | 1975 | 1982 | 1990 | 1999 |
| ---- | ---- | ---- | ---- | ---- | ---- |
| 154  | 158  | 144  | 166  | 171  | 154  |